# جورج كيد
جورج كيد (بالإنجليزية: George Kidd)‏ (25 مايو 1909 في المملكة المتحدة - 21 يناير 1988 في المملكة المتحدة) هو لاعب كرة قدم بريطاني (وحمل سابقاً جنسية المملكة المتحدة لبريطانيا العظمى وأيرلندا) في مركز الهجوم. لعب مع تشارلتون أثلتيك ونادي غيلينغهام ونادي لوتون تاون.